# Boiçucanga
Boiçucanga ou Boissucanga é uma praia e um bairro do município de São Sebastião, no estado brasileiro de São Paulo.

## Etimologia
O termo "boiçucanga" se origina da língua tupi e significa "esqueleto de cobra grande", através da junção dos termos mboîa ("cobra"), usu ("grande") e kanga ("esqueleto"). Uma outra interpretação do nome diz que, em tupi, "Boiçucanga" significa "cobra de cabeça grande" e que a praia recebeu este nome pela semelhança da formação montanhosa que fica em seu canto esquerdo.

## Características
A praia, em formato de ferradura, está localizada entre as praias de Maresias e Camburi. Antes da construção da rodovia BR-101, o balneário era apenas um pequeno vilarejo caiçara de difícil acesso. Transformou-se, depois, em uma das praias de maior infraestrutura de São Sebastião, contando com centro comercial, campings, pousadas, hotéis, restaurantes, supermercado, shopping center, pronto-socorro e cartório.
Boiçucanga é uma das poucas praias do Brasil onde o sol se põe no mar. Isto acontece no canto direito da praia, em um cenário que inclui as ilhas Montão de Trigo, dos Gatos e das Couves. Já em seu canto esquerdo, desemboca o rio Boiçucanga, onde aportam alguns barcos, a maioria de pescadores, que ainda seguem a tradição local. Neste lado, o mar é um pouco mais calmo.
Da praia saem o acesso para a praia Brava, trilhas pela Mata Atlântica e cachoeiras, como a ribeirão do Itu.
Recentemente, tornou-se um dos locais preferidos do litoral para a prática de voo em parapente.
A praia de Boiçucanga é a praia de São Sebastião com mais recursos do Estado Brasileiro possuindo delegacias, bancos e hospital.
Segundo o censo de 2010, o bairro possui 6.387 habitantes.